# Pfarrkirche St. Stefan bei Dürnstein

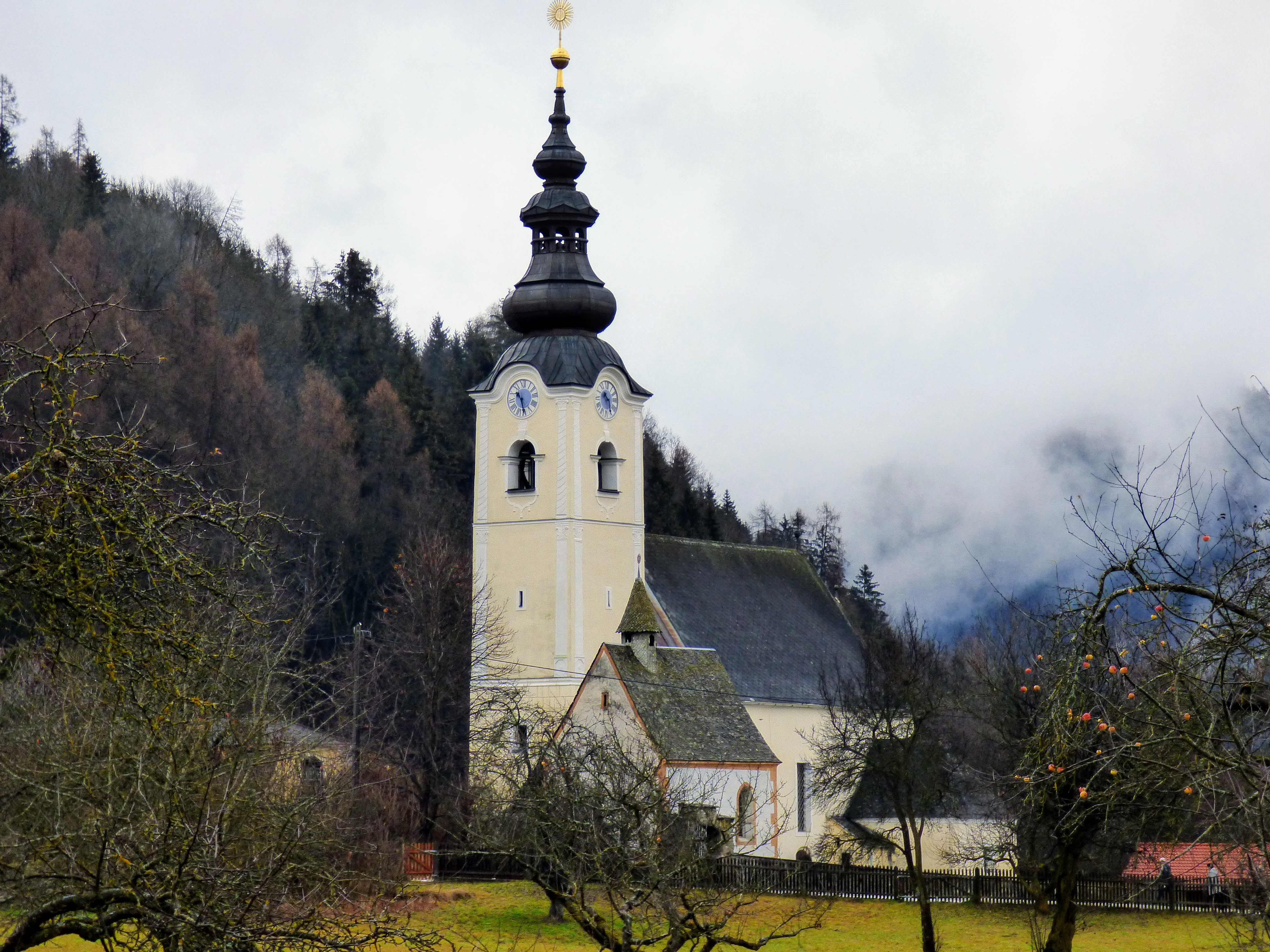

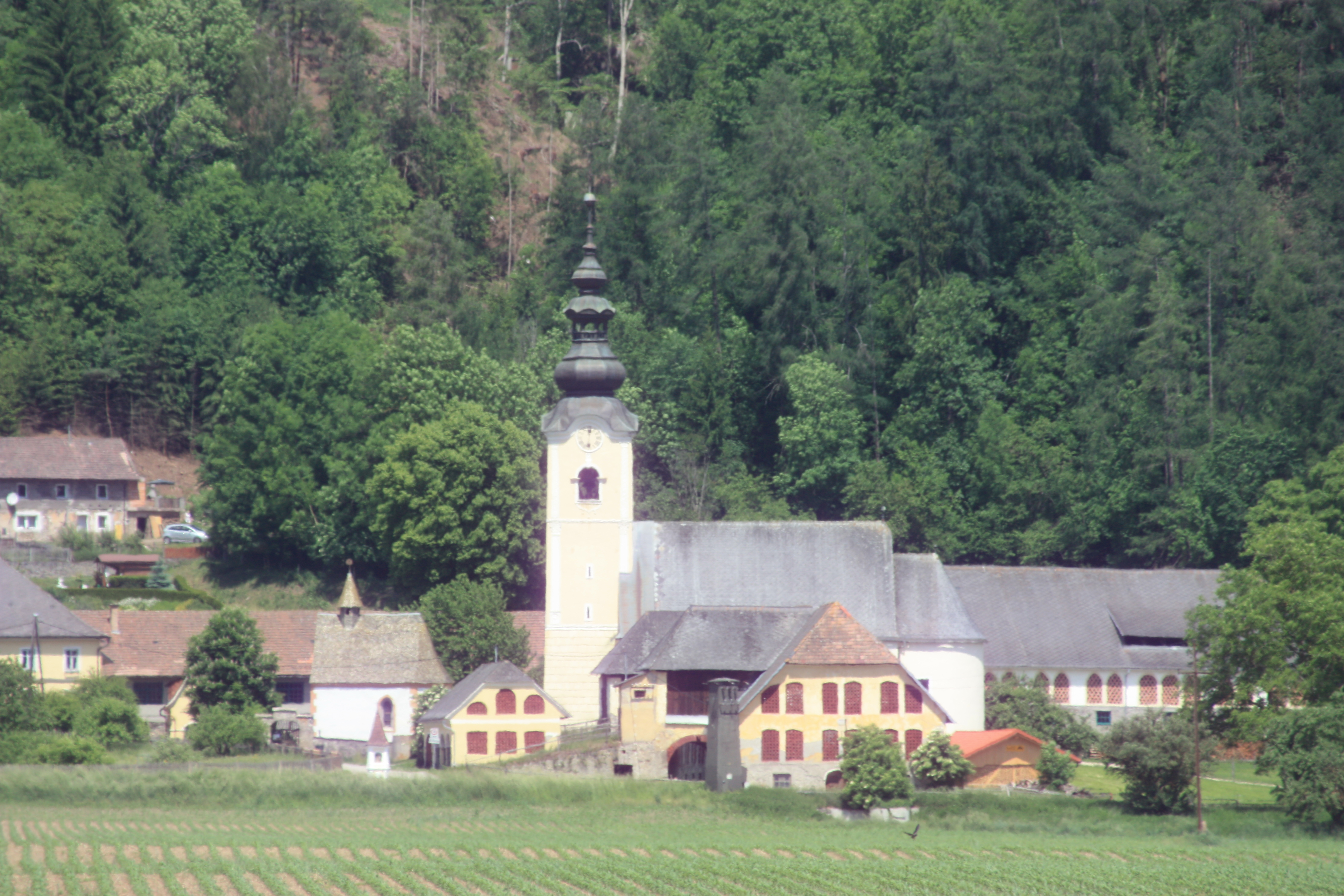

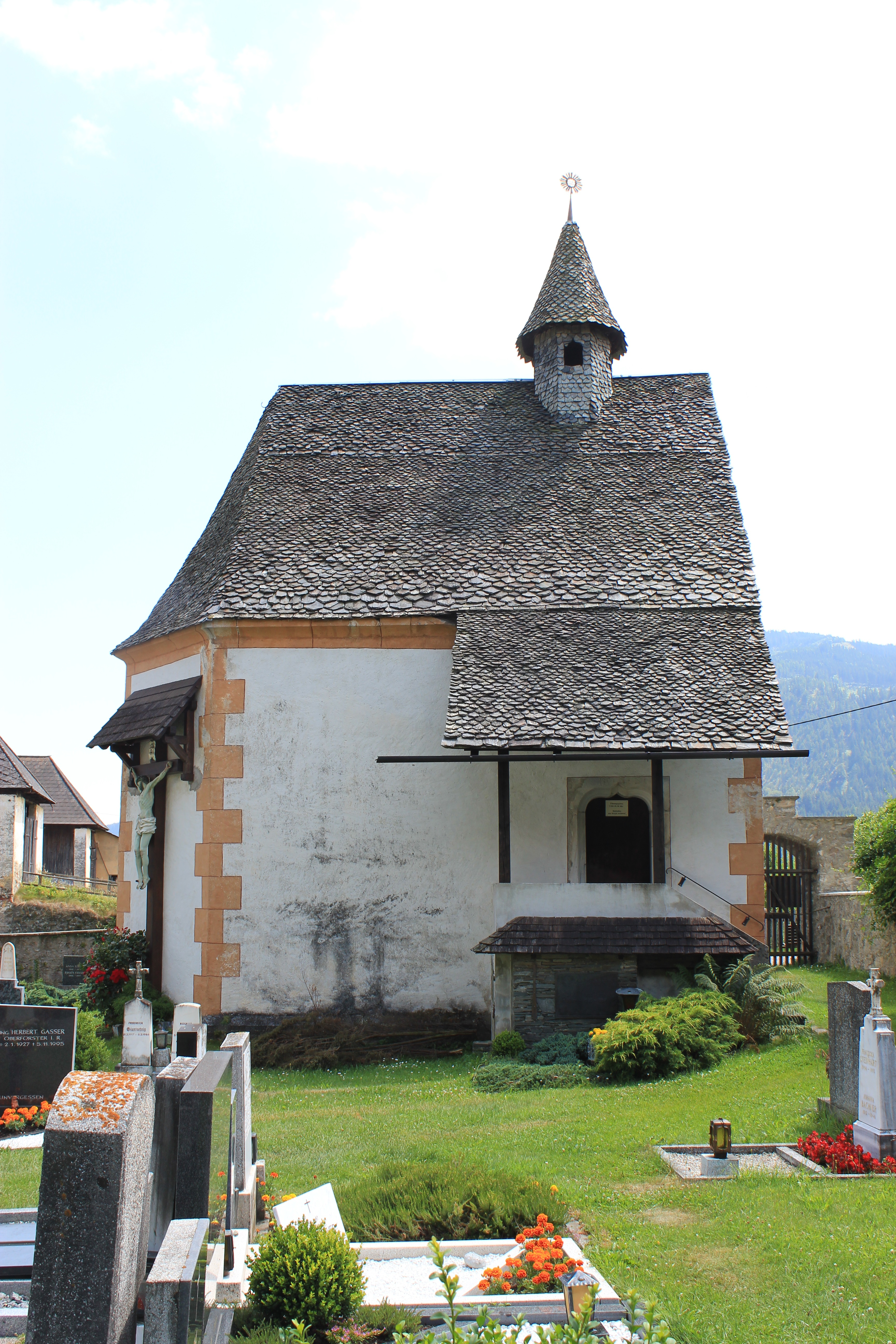
Karner

Die römisch-katholische Pfarrkirche St. Stefan bei Dürnstein in der  Gemeinde Friesach steht an der Grenze zur Steiermark. Ihre Filialkirchen, die Herz-Jesu Kapelle in Dürnstein und die Filialkirche St. Jakob in der Wiegen sind die einzigen Kirchen der Diözese Gurk in der Steiermark. Die Kirche St. Stefan wurde urkundlich erstmals zwischen 1124 und 1151 genannt.

## Baubeschreibung
Das Gotteshaus ist eine spätbarocke, 1759 errichtete Saalkirche, die in den unteren Turmteilen und in den Schiffswänden wohl älteres Mauerwerk enthält. An der Langhaussüdmauer ist ein spätgotisches Portal erhalten. Der westliche Vorhallenturm von 1780 besitzt rundbogige Schallfenster und wird von einem Zwiebelhelm bekrönt. Eine Glocke goss 1716 Marx Mathias Zechenter. An der Südseite des Turmes ist eine römerzeitliche Grabinschrift für den Veteranen und gewesenen Centurio Ulpius Dasio und seiner Fraun Ulpia Nigrina eingemauert. 
Im Langhaus teilen korbbogige Gurte das Kreuzgratgewölbe in drei Joche. Die geschwungene Orgelempore ist mit einfachen Rokokostukkaturen verziert. Die um 1700 gebaute Orgel stand ursprünglich in der Pfarrkirche Feistritz ob Grades. Der kurze Chor endet mit einer flachen Rundapsis.

## Einrichtung
Die einheitlich spätbarocke Einrichtung mit figürlichem und ornamentalem Schnitzwerk wurde im dritten Viertel des 18. Jahrhunderts in der Werkstatt Johann Pachers gefertigt. 
Das Bild des heiligen Stephanus wird innen von den Figuren der Apostel Petrus und Paulus und außen von den Heiligen Johannes Nepomuk und Franz Xaver flankiert. Ganz außen an der Wand stehen die Statuen der Heiligen Florian und Donatus. Den Aufsatz bildet ein Bild der heiligen Dreifaltigkeit und die Figuren der Bauernheiligen Isidor und Notburga sowie Engeln und Putten.
Der linke Seitenaltar birgt im Schrein eine Muttergottes mit Kind. Seitlich stehen die Statuen der Heiligen Anna und Joachim. Das Aufsatzbild zeigt die Begegnung an der Goldenen Pforte.
Der rechte Seitenaltar ist mit einem Relief des Abendmahls ausgestattet. Den Aufsatz bildet die Statue des Erzengels Michael.
Die Kanzel aus dem dritten Viertel des 18. Jahrhunderts wird Johann Pacher zugeschrieben. Am Kanzelkorb sitzen die vier Evangelisten. Am Schalldeckel stehen Moses und vier Putten mit Tugendensymbolen.

## Karner
Der Karner südlich der Kirche ist ein kleiner, spätgotischer Bau von 1522 mit Dreiachtelschluss, Dachreiter und Steinplattldach. Im Inneren ruht ein zweijochiges Netzrippengewölbe auf Konsolen. Das Bild des heiligen Martin in einem reich geschnitzten Rahmen entstand um 1720. Im Kellergeschoß ist das Beinhaus untergebracht.